# Longue Marche 3B
Pour un article plus général, voir Longue Marche 3.
Longue Marche 3B (LM-3B, CZ-3B ou encore Chang Zheng 3B, du chinois: 长征三号乙, pinyin: Chángzhēng sān hào yǐ) est un lanceur chinois. Il est lancé à partir du complexe 2 et 3 de la base de lancement de Xichang. Cette fusée composée de trois étages et quatre propulseurs d'appoint liquide, est la plus lourde fusée de la famille Longue Marche 3. Elle est principalement utilisée pour placer des satellites de communication en orbite géosynchrone.
Plusieurs versions du lanceur ont été développées comme la Longue Marche 3B/G1 qui ne fit que deux vols et qui fut très vite remplacé par la version 3B/E ou G2 qui a été introduit en 2007. Cette évolution permettrait d'augmenter la capacité de fret du lanceur en orbite de transfert géostationnaire (GTO) et d'envoyer des satellites de télécommunications plus lourds en orbite géosynchrone (GSO). Par la suite, la version 3B/G3 et 3B/G4 (CZ-3B/YZ-1) virent le jour. La version 3B/G4 utilisant le nouvel étage YZ-1 pour la première fois en 2015. Enfin, une sixième version du lanceur, la version 3B/G5, qui vit le jour en 2020 et qui permet d'atteindre une orbite héliosynchrone.
Une version modifiée, Longue Marche 3C, basée sur la Longue Marche 3B, a été construite pour combler l'écart de capacité de charge utile entre le Longue Marche 3B et 3A. Il est constitué d'une fusée Longue Marche 3B, avec deux propulseurs d'appoint au lieu de quatre, et a effectué son premier vol le 25 avril 2008.

## Histoire
Le développement du lanceur Longue Marche 3B a commencé en 1986 afin de répondre aux besoins du marché international des satellites de télécommunication GEO. Au cours de son vol inaugural, le 14 février 1996, la fusée a subi un échec d'orientation deux secondes après le début du vol. Elle s'écrasa dans un village, 22 secondes après le lancement. Un certain nombre de villageois ont été tués et le satellite Intelsat 708 a été perdu. Depuis, huit vols ont été réalisés avec succès. Le 13 mai 2007, le lanceur a été utilisé pour lancer NigComSat-1 (en), qui est le premier satellite géostationnaire africain de télécommunications.

## Historique des lancements
En date de mai 2024, 95 lanceurs Longue Marche 3B ont effectués un vol orbital, avec 2 échecs et 2 échecs partiels.
| N° de vol | Numéro de série | Date (UTC)       | Site de lancement | Version        | Charge utile                | Orbite | Résultat      |
| --------- | --------------- | ---------------- | ----------------- | -------------- | --------------------------- | ------ | ------------- |
| 1         | Y1              | 14-02-1996 19:01 | Xichang           | 3B             | Intelsat 708                | GTO    | Échec         |
| 2         | Y2              | 19-08-1997 17:50 | Xichang           | 3B             | Agila 2                     | GTO    | Succès        |
| 3         | Y3              | 16-10-1997 19:13 | Xichang           | 3B             | APStar 2R                   | GTO    | Succès        |
| 4         | Y5              | 30-05-1998 10:00 | Xichang           | 3B             | Zhongwei 1                  | GTO    | Succès        |
| 5         | Y4              | 18-07-1998 09:20 | Xichang           | 3B             | Sinosat 1                   | GTO    | Succès        |
| 6         | Y6              | 12-04-2005 12:00 | Xichang           | 3B             | APStar 6                    | GTO    | Succès        |
| 7         | Y7              | 28-10-2006 16:20 | Xichang           | 3B             | Sinosat 2                   | GTO    | Succès        |
| 8         | Y9              | 13-05-2007 16:01 | Xichang           | 3B/E (G2)      | NigComSat-1                 | GTO    | Succès        |
| 9         | Y10             | 05-07-2007 12:08 | Xichang           | 3B             | ChinaSat 6B                 | GTO    | Succès        |
| 10        | Y11             | 09-06-2008 12:15 | Xichang           | 3B             | ChinaSat 9                  | GTO    | Succès        |
| 11        | Y12             | 29-10-2008 16:53 | Xichang           | 3B/E (G2)      | Venesat-1                   | GTO    | Succès        |
| 12        | Y8              | 31-08-2009 09:28 | Xichang           | 3B             | Palapa-D                    | GTO    | Échec partiel |
| 13        | Y13             | 04-09-2010 16:14 | Xichang           | 3B/E (G2)      | SinoSat 6                   | GTO    | Succès        |
| 14        | Y20             | 20-06-2011 16:13 | Xichang           | 3B/E (G2)      | ChinaSat 10                 | GTO    | Succès        |
| 15        | Y19             | 11-08-2011 16:15 | Xichang           | 3B/E (G2)      | Paksat-1R                   | GTO    | Succès        |
| 16        | Y16             | 18-09-2011 16:15 | Xichang           | 3B/E (G3)      | ChinaSat 1A                 | GTO    | Succès        |
| 17        | Y18             | 07-10-2011 08:21 | Xichang           | 3B/E (G2)      | Eutelsat 16A (ex W3C)       | GTO    | Succès        |
| 18        | Y21             | 19-12-2011 16:41 | Xichang           | 3B/E (G2)      | NigComSat-1R                | GTO    | Succès        |
| 19        | Y22             | 31-03-2012 10:27 | Xichang           | 3B/E (G2)      | APStar 7                    | GTO    | Succès        |
| 20        | Y14             | 29-04-2012 20:50 | Xichang           | 3B             | Compass-M3 Compass-M4       | MEO    | Succès        |
| 21        | Y17             | 26-05-2012 15:56 | Xichang           | 3B/E (G3)      | ChinaSat 2A                 | GTO    | Succès        |
| 22        | Y15             | 18-09-2012 19:10 | Xichang           | 3B             | Compass-M5 Compass-M6       | MEO    | Succès        |
| 23        | Y24             | 27-11-2012 10:13 | Xichang           | 3B/E (G2)      | ChinaSat 12                 | GTO    | Succès        |
| 24        | Y25             | 01-05-2013 16:06 | Xichang           | 3B/E (G2)      | ChinaSat 11                 | GTO    | Succès        |
| 25        | Y23             | 01-12-2013 17:30 | Xichang           | 3B/E (G2)      | Chang'e 3                   | ITL    | Succès        |
| 26        | Y27             | 20-12-2013 16:42 | Xichang           | 3B/E (G2)      | Túpac Katari 1              | GTO    | Succès        |
| 27        | Y26             | 25-07-2015 12:29 | Xichang           | 3B/E (G3+YZ-1) | BeiDou M1-S BeiDou M2-S     | MEO    | Succès        |
| 28        | Y32             | 12-09-2015 15:42 | Xichang           | 3B/E (G2)      | TJS-1                       | GTO    | Succès        |
| 29        | Y33             | 29-09-2015 23:13 | Xichang           | 3B/E (G2)      | BeiDou I2-S                 | GTO    | Succès        |
| 30        | Y36             | 16-10-2015 16:16 | Xichang           | 3B/E (G2)      | APStar 9                    | GTO    | Succès        |
| 31        | Y34             | 03-11-2015 16:25 | Xichang           | 3B/E (G3)      | ChinaSat 2C                 | GTO    | Succès        |
| 32        | Y38             | 20-11-2015 16:07 | Xichang           | 3B/E (G2)      | LaoSat-1                    | GTO    | Succès        |
| 33        | Y31             | 09-12-2015 16:46 | Xichang           | 3B/E (G3)      | ChinaSat 1C                 | GTO    | Succès        |
| 34        | Y37             | 28-12-2015 16:04 | Xichang           | 3B/E (G2)      | Gaofen 4                    | GTO    | Succès        |
| 35        | Y29             | 15-01-2016 16:57 | Xichang           | 3B/E (G2)      | Belintersat-1               | GTO    | Succès        |
| 36        | Y35             | 05-08-2016 16:22 | Xichang           | 3B/E (G3)      | Tiantong 1-01               | GTO    | Succès        |
| 37        | Y42             | 10-12-2016 16:11 | Xichang           | 3B/E (G3)      | Fengyun-4A                  | GTO    | Succès        |
| 38        | Y39             | 05-01-2017 15:18 | Xichang           | 3B/E (G2)      | TJS-2                       | GTO    | Succès        |
| 39        | Y43             | 12-04-2017 15:18 | Xichang           | 3B/E (G2)      | Shijian 13                  | GTO    | Succès        |
| 40        | Y28             | 18-06-2017 16:11 | Xichang           | 3B/E (G2)      | Chinasat 9A                 | GTO    | Échec partiel |
| 41        | Y46             | 05-11-2017 11:45 | Xichang           | 3B/E (G3+YZ-1) | BeiDou-3 M1 BeiDou-3 M2     | MEO    | Succès        |
| 42        | Y40             | 10-12-2017 16:40 | Xichang           | 3B/E (G2)      | Alcomsat-1                  | GTO    | Succès        |
| 43        | Y45             | 11-01-2018 23:18 | Xichang           | 3B/E (G3+YZ-1) | BeiDou-3 M7 BeiDou-3 M8     | MEO    | Succès        |
| 44        | Y47             | 12-02-2018 05:03 | Xichang           | 3B/E (G3+YZ-1) | BeiDou-3 M3 BeiDou-3 M4     | MEO    | Succès        |
| 45        | Y48             | 29-03-2018 17:56 | Xichang           | 3B/E (G3+YZ-1) | BeiDou-3 M9 BeiDou-3 M10    | MEO    | Succès        |
| 46        | Y55             | 03-05-2018 16:06 | Xichang           | 3B/E (G2)      | Apstar 6C                   | GTO    | Succès        |
| 47        | Y49             | 29-07-2018 01:48 | Xichang           | 3B/E (G3+YZ-1) | BeiDou-3 M5 BeiDou-3 M6     | MEO    | Succès        |
| 48        | Y50             | 24-08-2018 23:52 | Xichang           | 3B/E (G3+YZ-1) | BeiDou-3 M11 BeiDou-3 M12   | MEO    | Succès        |
| 49        | Y51             | 19-09-2018 14:07 | Xichang           | 3B/E (G3+YZ-1) | BeiDou-3 M13 BeiDou-3 M14   | MEO    | Succès        |
| 50        | Y52             | 15-10-2018 04:23 | Xichang           | 3B/E (G3+YZ-1) | BeiDou-3 M15 BeiDou-3 M16   | MEO    | Succès        |
| 51        | Y41             | 01-11-2018 15:57 | Xichang           | 3B/E (G3)      | BeiDou-3 G1                 | GTO    | Succès        |
| 52        | Y53             | 18-11-2018 18:07 | Xichang           | 3B/E (G3+YZ-1) | BeiDou-3 M17 BeiDou-3 M18   | MEO    | Succès        |
| 53        | Y30             | 07-12-2018 18:23 | Xichang           | 3B/E (G2)      | Chang'e 4                   | ITL    | Succès        |
| 54        | Y56             | 10-01-2019 17:11 | Xichang           | 3B/E (G3)      | ChinaSat 2D                 | GTO    | Succès        |
| 55        | Y54             | 09-03-2019 16:28 | Xichang           | 3B/E (G3)      | ChinaSat 6C                 | GTO    | Succès        |
| 56        | Y44             | 31-03-2019 15:51 | Xichang           | 3B/E (G3)      | Tianlian 2-01               | GTO    | Succès        |
| 57        | Y59             | 20-04-2019 14:41 | Xichang           | 3B/E (G3)      | BeiDou-3 I1                 | GTO    | Succès        |
| 58        | Y60             | 24-06-2019 18:09 | Xichang           | 3B/E (G3)      | BeiDou-3 I2                 | GTO    | Succès        |
| 59        | Y58             | 19-08-2019 12:03 | Xichang           | 3B/E (G2)      | ChinaSat 18                 | GTO    | Succès        |
| 60        | Y65             | 22-09-2019 21:10 | Xichang           | 3B/E (G3+YZ-1) | BeiDou-3 M23 BeiDou-3 M24   | MEO    | Succès        |
| 61        | Y57             | 17-10-2019 15:21 | Xichang           | 3B/E (G3)      | TJS-4                       | GTO    | Succès        |
| 62        | Y61             | 04-11-2019 17:43 | Xichang           | 3B/E (G3)      | BeiDou-3 I3                 | GTO    | Succès        |
| 63        | Y66             | 23-11-2019 00:55 | Xichang           | 3B/E (G3+YZ-1) | BeiDou-3 M21 BeiDou-3 M22   | MEO    | Succès        |
| 64        | Y67             | 16-12-2019 07:22 | Xichang           | 3B/E (G3+YZ-1) | BeiDou-3 M19 BeiDou-3 M20   | MEO    | Succès        |
| 65        | Y62             | 07-01-2020 15:20 | Xichang           | 3B/E (G3)      | TJS-5                       | GTO    | Succès        |
| 66        | Y69             | 09-03-2020 11:55 | Xichang           | 3B/E (G3)      | BeiDou-3 G2                 | GTO    | Succès        |
| 67        | Y71             | 09-04-2020 11:46 | Xichang           | 3B/E (G2-2)    | Palapa-N1                   | GTO    | Échec         |
| 68        | Y68             | 23-06-2020 01:43 | Xichang           | 3B/E (G3)      | BeiDou-3 G3                 | GTO    | Succès        |
| 69        | Y64             | 09-07-2020 12:11 | Xichang           | 3B/E (G2-2)    | Apstar 6D                   | GTO    | Succès        |
| 70        | Y63             | 11-10-2020 16:57 | Xichang           | 3B/E (G3)      | Gaofen-13                   | GTO    | Succès        |
| 71        | Y73             | 12-11-2020 15:59 | Xichang           | 3B/E (G3)      | Tiantong 1-02               | GTO    | Succès        |
| 72        | Y70             | 06-12-2020 03:58 | Xichang           | 3B/E (G5)      | Gaofen-14                   | SSO    | Succès        |
| 73        | Y74             | 19-01-2021 16:25 | Xichang           | 3B/E (G3)      | Tiantong 1-03               | GTO    | Succès        |
| 74        | Y77             | 04-02-2021 15:36 | Xichang           | 3B/E (G2-2)    | TJS-6                       | GTO    | Succès        |
| 75        | Y72             | 02-06-2021 16:17 | Xichang           | 3B/E (G3)      | Fengyun 4B                  | GTO    | Succès        |
| 76        | Y76             | 05-08-2021 16:30 | Xichang           | 3B/E (G3)      | ChinaSat 2E                 | GTO    | Succès        |
| 77        | Y78             | 24-08-2021 15:41 | Xichang           | 3B/E (G2-2)    | TJS-7                       | GTO    | Succès        |
| 78        | Y86             | 09-09-2021 11:50 | Xichang           | 3B/E (G2-2)    | ChinaSat 9B                 | GTO    | Succès        |
| 79        | Y81             | 27-09-2021 08:20 | Xichang           | 3B/E (G2-2)    | Shiyan 10                   | GTO    | Succès        |
| 80        | Y83             | 24-10-2021 01:27 | Xichang           | 3B/E (G2-2)    | Shijian-21                  | GTO    | Succès        |
| 81        | Y79             | 26-11-2021 16:40 | Xichang           | 3B/E (G3)      | ChinaSat 1D                 | GTO    | Succès        |
| 82        | Y82             | 13-12-2021 16:09 | Xichang           | 3B/E (G3)      | Tianlian II-02              | GTO    | Succès        |
| 83        | Y84             | 29-12-2021 16:43 | Xichang           | 3B/E (G3)      | TJS-9                       | GTO    | Succès        |
| 84        | Y89             | 15-04-2022 12:00 | Xichang           | 3B/E (G3)      | ChinaSat 6D                 | GTO    | Succès        |
| 85        | Y85             | 12-07-2022 16:30 | Xichang           | 3B/E (G3)      | Tianlian II-03              | GTO    | Succès        |
| 86        | Y91             | 05-11-2022 11:50 | Xichang           | 3B/E (G2-2)    | ChinaSat 19                 | GTO    | Succès        |
| 87        | Y88             | 29-12-2022 04:43 | Xichang           | 3B/E (G2-2)    | Shiyan 10-02                | GTO    | Succès        |
| 88        | Y93             | 23-02-2023 11:49 | Xichang           | 3B/E (G2-2)    | ChinaSat 26                 | GTO    | Succès        |
| 89        | Y90             | 17-03-2023 08:33 | Xichang           | 3B/E (G3)      | Gaofen 13-02                | GTO    | Succès        |
| 90        | Y87             | 17-05-2023 02:49 | Xichang           | 3B/E (G3)      | BeiDou-3 G4                 | GTO    | Succès        |
| 91        | Y92             | 12-08-2023 17:26 | Xichang           | 3B/E (G3)      | Ludi Tance-4 01A            | GTO    | Succès        |
| 92        | Y94             | 09-11-2023 11:23 | Xichang           | 3B/E (G3)      | ChinaSat 6E                 | GTO    | Succès        |
| 93        | Y75             | 26-12-2023 03:26 | Xichang           | 3B/E (G3+YZ-1) | BeiDou-3 M25 BeiDou-3 M26   | MEO    | Succès        |
| 94        | Y95             | 29-02-2024 13:03 | Xichang           | 3B/E (G3)      | Hulianwang Gaogui 01        | GTO    | Succès        |
| 95        | Y97             | 09-05-2024 01:43 | Xichang           | 3B/E (G3)      | Zhihui Tianwang 1-01A / 01B | MEO    | Succès        |